# Горноводяновское сельское поселение
Горноводя́новское се́льское поселе́ние — муниципальное образование в Дубовском районе Волгоградской области, административный центр — село Горноводяное.

## История
Горноводяновское сельское поселение образовано Законом Волгоградской области от 14 марта 2005 года № 1026-ОД «Об установлении границ и наделении статусом Дубовского района и муниципальных образований в его составе».

## Население
| 2010 | 2012 | 2013 | 2014 | 2015 | 2016 | 2017 |
| ---- | ---- | ---- | ---- | ---- | ---- | ---- |
| 731  | ↘724 | ↗727 | ↘715 | ↘707 | ↘688 | ↘684 |
| 2018 | 2019 | 2020 | 2021 |      |      |      |
| ↘661 | ↘657 | ↘635 | ↘620 |      |      |      |

## Состав сельского поселения
| № | Населённый пункт | Тип населённого пункта       | Население |
| - | ---------------- | ---------------------------- | --------- |
| 1 | Горноводяное     | село, административный центр | 723       |
| 2 | Почта            | хутор                        | 8         |